# Wordshaker
„Wordshaker“ е вторият студиен албум на британската поп-група Сатърдейс издаден през октомври 2009. Албумът достига номер девет във Великобритания и получава три сребърна сертификация.

## Списък с песните

### Оригинален траклист
1. „Forever Is Over“ – 3:40
2. „Here Standing“ – 3:36
3. „Ego“ – 2:59
4. „No One“ – 3:18
5. „One Shot“ – 3:31
6. „Wordshaker“ – 3:30
7. „Denial“ – 3:53
8. „Open Up“ – 3:52
9. „Lose Control“ – 3:19
10. „Not Good Enough“ – 3:40
11. „Deeper“ – 4:05
12. „2 am“ – 4:08

### HMV ексклузивно издание
1. „Forever Is Over“ (Manhattan Clique редактиран) – 6:20

### iTunes предварителна поръчка
1. „Chasing Lights“ (на живо от iTunes Festival 2009) – 4:03
2. „Wordshaker“ (на живо от iTunes Festival 2009) – 3:32
3. „One Shot“ (на живо от iTunes Festival 2009) – 3:35